# Olé Coltrane
Olé Coltrane é um álbum de estúdio do músico de jazz John Coltrane. Foi lançado em 1961 pela Atlantic Records.

## Faixas
Lado um
1. "Olé" (18:15)
2. "Dahomey Dance" (10:52)
3. "Aisha" (7:39)
4. "To Her Ladyship" (faixa bônus) (8:58)

## Músicos
- John Coltrane - sax soprano (em "Olé") e sax tenor (em "Dahomey Dance" e "Aisha");
- Eric Dolphy (creditado como "George Lane")[1] – flauta em "Olé" e "To Her Ladyship", sax alto em "Dahomey Dance" e "Aisha"
- Freddie Hubbard – trompete
- McCoy Tyner – piano
- Reggie Workman – baixo
- Art Davis – baixo em "Olé" e "Dahomey Dance"
- Elvin Jones – bateria.